# NYC S-Motor
Die S-Motors waren die ersten Elektrolokomotiven der New York Central Railroad (NYC) und gelten als erste in Serie gebaute Elektrolokomotiven.

## Geschichte
Nach einem schweren Unfall im Januar 1902, bei dem im Tunnel der Zufahrt zum Grand Central Terminal eine Ausfahrtkollision zweier Züge 15 Personen das Leben kostete, weil der Lokführer im verrauchten Tunnel das Signal nicht erkennen konnte, verbot die Stadtregierung von New York den Betrieb von Dampflokomotiven auf dem Gebiet der Stadt. Das Gesetz trat 1908 in Kraft. In diesem Zusammenhang beschloss die NYC die 55 km lange Strecken vom Grand Central Terminal bis nach Croton und 39 km lange Strecke der Harlem Division bis White Plains zu elektrifizieren. Für den Betrieb bestellte die NYC bei General Electric (GE) und bei American Locomotive Company (ALCO) 35 Lokomotiven.
Zwei Tage nach Aufnahme des elektrischen Betriebs entgleiste am 15. Februar 1907 ein Zug mit zwei S-2-Lokomotiven an der Spitze. Die Ursache wurde in einem Schienenbruch vermutet, der durch die neue Lokomotive in einer Kurve verursacht wurde, weshalb die Vorlaufachsen durch führende Drehgestelle ersetzt wurden. Eine Nachbestellung über 12 Lokomotiven wurde 1908 aufgegeben. Sie hatte einen etwas längeren Radstand und kleine Plattformen vor den Vorbauten.
Die S-Motors vor den Schnellzügen wurden 1913 durch die T-Motors abgelöst. Diese Lokomotiven mit vier zweiachsigen Drehgestellen unter einem Wagenkasten konnten mehr Zugkraft ausüben, weil sie keine antriebslosen Achsen besaßen. Die S-Motors wurden weiterhin vor Regionalzügen und im Rangierdienst zwischen dem Grand Central Terminal und dem Abstellbahnhof in Mott Haven in den Bronx eingesetzt. Einige Lokomotiven überlebten in dieser Funktion den Penn Central-Merger und gelangten noch zu Conrail. Die letzte Lokomotive wurde 1981 ausrangiert.

## Technik
Das Pflichtenheft der Lokomotiven verlangte, dass ein 400-t-Zug vom Grand Central Terminal ohne Zwischenhalt nach Croton gebracht werden konnte, was einer Geschwindigkeit von 75 km/h entsprach. Schwere Züge wurden in Doppeltraktion geführt. Der Antrieb erfolgte über vier getriebelose Achsmotoren, das heißt der Anker des Motors war direkt auf der Achswelle des Radsatzes montiert und folgte den Bewegungen des Radsatzes gegenüber dem Fahrzeugrahmen. Der Stator des Motors war fest im Rahmen gelagert. Durch den von den Federwegen bedingten großen Luftspalt war der Wirkungsgrad der Motoren gering, durch die großen ungefederten Massen auf den Radsätzen die Fahreigenschaften bescheiden.